# Râul Buda, Bârlad
Râul Buda este un curs de apă, afluent al râului Bârlad. 